# Miroslav Havel
Pour les articles homonymes, voir Havel (homonymie).
Miroslav Havel (7 novembre 1881 - 8 juillet 1958) est un compositeur tchécoslovaque de problèmes d'échecs, aussi appelé problémiste.  Il a porté « à un haut point de perfection » les principes de l'école bohémienne de problèmes d'échecs. 

## Exemples de problèmes
Le problème suivant a remporté le premier prix au concours Natal Mercury 1911 - 1912 :
|   | a | b | c | d | e | f | g | h |   |
| 8 | Dame blanche sur case noire b8 · Pion noir sur case blanche b7 · Roi noir sur case blanche e6 · Pion noir sur case noire f6 · Pion noir sur case noire c5 · Cavalier blanc sur case blanche c4 · Roi blanc sur case blanche c2 · Tour blanche sur case noire d2 · Cavalier noir sur case noire c1 · Fou blanc sur case blanche h1 | Dame blanche sur case noire b8 · Pion noir sur case blanche b7 · Roi noir sur case blanche e6 · Pion noir sur case noire f6 · Pion noir sur case noire c5 · Cavalier blanc sur case blanche c4 · Roi blanc sur case blanche c2 · Tour blanche sur case noire d2 · Cavalier noir sur case noire c1 · Fou blanc sur case blanche h1 | Dame blanche sur case noire b8 · Pion noir sur case blanche b7 · Roi noir sur case blanche e6 · Pion noir sur case noire f6 · Pion noir sur case noire c5 · Cavalier blanc sur case blanche c4 · Roi blanc sur case blanche c2 · Tour blanche sur case noire d2 · Cavalier noir sur case noire c1 · Fou blanc sur case blanche h1 | Dame blanche sur case noire b8 · Pion noir sur case blanche b7 · Roi noir sur case blanche e6 · Pion noir sur case noire f6 · Pion noir sur case noire c5 · Cavalier blanc sur case blanche c4 · Roi blanc sur case blanche c2 · Tour blanche sur case noire d2 · Cavalier noir sur case noire c1 · Fou blanc sur case blanche h1 | Dame blanche sur case noire b8 · Pion noir sur case blanche b7 · Roi noir sur case blanche e6 · Pion noir sur case noire f6 · Pion noir sur case noire c5 · Cavalier blanc sur case blanche c4 · Roi blanc sur case blanche c2 · Tour blanche sur case noire d2 · Cavalier noir sur case noire c1 · Fou blanc sur case blanche h1 | Dame blanche sur case noire b8 · Pion noir sur case blanche b7 · Roi noir sur case blanche e6 · Pion noir sur case noire f6 · Pion noir sur case noire c5 · Cavalier blanc sur case blanche c4 · Roi blanc sur case blanche c2 · Tour blanche sur case noire d2 · Cavalier noir sur case noire c1 · Fou blanc sur case blanche h1 | Dame blanche sur case noire b8 · Pion noir sur case blanche b7 · Roi noir sur case blanche e6 · Pion noir sur case noire f6 · Pion noir sur case noire c5 · Cavalier blanc sur case blanche c4 · Roi blanc sur case blanche c2 · Tour blanche sur case noire d2 · Cavalier noir sur case noire c1 · Fou blanc sur case blanche h1 | Dame blanche sur case noire b8 · Pion noir sur case blanche b7 · Roi noir sur case blanche e6 · Pion noir sur case noire f6 · Pion noir sur case noire c5 · Cavalier blanc sur case blanche c4 · Roi blanc sur case blanche c2 · Tour blanche sur case noire d2 · Cavalier noir sur case noire c1 · Fou blanc sur case blanche h1 | 8 |
| 7 | Dame blanche sur case noire b8 · Pion noir sur case blanche b7 · Roi noir sur case blanche e6 · Pion noir sur case noire f6 · Pion noir sur case noire c5 · Cavalier blanc sur case blanche c4 · Roi blanc sur case blanche c2 · Tour blanche sur case noire d2 · Cavalier noir sur case noire c1 · Fou blanc sur case blanche h1 | Dame blanche sur case noire b8 · Pion noir sur case blanche b7 · Roi noir sur case blanche e6 · Pion noir sur case noire f6 · Pion noir sur case noire c5 · Cavalier blanc sur case blanche c4 · Roi blanc sur case blanche c2 · Tour blanche sur case noire d2 · Cavalier noir sur case noire c1 · Fou blanc sur case blanche h1 | Dame blanche sur case noire b8 · Pion noir sur case blanche b7 · Roi noir sur case blanche e6 · Pion noir sur case noire f6 · Pion noir sur case noire c5 · Cavalier blanc sur case blanche c4 · Roi blanc sur case blanche c2 · Tour blanche sur case noire d2 · Cavalier noir sur case noire c1 · Fou blanc sur case blanche h1 | Dame blanche sur case noire b8 · Pion noir sur case blanche b7 · Roi noir sur case blanche e6 · Pion noir sur case noire f6 · Pion noir sur case noire c5 · Cavalier blanc sur case blanche c4 · Roi blanc sur case blanche c2 · Tour blanche sur case noire d2 · Cavalier noir sur case noire c1 · Fou blanc sur case blanche h1 | Dame blanche sur case noire b8 · Pion noir sur case blanche b7 · Roi noir sur case blanche e6 · Pion noir sur case noire f6 · Pion noir sur case noire c5 · Cavalier blanc sur case blanche c4 · Roi blanc sur case blanche c2 · Tour blanche sur case noire d2 · Cavalier noir sur case noire c1 · Fou blanc sur case blanche h1 | Dame blanche sur case noire b8 · Pion noir sur case blanche b7 · Roi noir sur case blanche e6 · Pion noir sur case noire f6 · Pion noir sur case noire c5 · Cavalier blanc sur case blanche c4 · Roi blanc sur case blanche c2 · Tour blanche sur case noire d2 · Cavalier noir sur case noire c1 · Fou blanc sur case blanche h1 | Dame blanche sur case noire b8 · Pion noir sur case blanche b7 · Roi noir sur case blanche e6 · Pion noir sur case noire f6 · Pion noir sur case noire c5 · Cavalier blanc sur case blanche c4 · Roi blanc sur case blanche c2 · Tour blanche sur case noire d2 · Cavalier noir sur case noire c1 · Fou blanc sur case blanche h1 | Dame blanche sur case noire b8 · Pion noir sur case blanche b7 · Roi noir sur case blanche e6 · Pion noir sur case noire f6 · Pion noir sur case noire c5 · Cavalier blanc sur case blanche c4 · Roi blanc sur case blanche c2 · Tour blanche sur case noire d2 · Cavalier noir sur case noire c1 · Fou blanc sur case blanche h1 | 7 |
| 6 | Dame blanche sur case noire b8 · Pion noir sur case blanche b7 · Roi noir sur case blanche e6 · Pion noir sur case noire f6 · Pion noir sur case noire c5 · Cavalier blanc sur case blanche c4 · Roi blanc sur case blanche c2 · Tour blanche sur case noire d2 · Cavalier noir sur case noire c1 · Fou blanc sur case blanche h1 | Dame blanche sur case noire b8 · Pion noir sur case blanche b7 · Roi noir sur case blanche e6 · Pion noir sur case noire f6 · Pion noir sur case noire c5 · Cavalier blanc sur case blanche c4 · Roi blanc sur case blanche c2 · Tour blanche sur case noire d2 · Cavalier noir sur case noire c1 · Fou blanc sur case blanche h1 | Dame blanche sur case noire b8 · Pion noir sur case blanche b7 · Roi noir sur case blanche e6 · Pion noir sur case noire f6 · Pion noir sur case noire c5 · Cavalier blanc sur case blanche c4 · Roi blanc sur case blanche c2 · Tour blanche sur case noire d2 · Cavalier noir sur case noire c1 · Fou blanc sur case blanche h1 | Dame blanche sur case noire b8 · Pion noir sur case blanche b7 · Roi noir sur case blanche e6 · Pion noir sur case noire f6 · Pion noir sur case noire c5 · Cavalier blanc sur case blanche c4 · Roi blanc sur case blanche c2 · Tour blanche sur case noire d2 · Cavalier noir sur case noire c1 · Fou blanc sur case blanche h1 | Dame blanche sur case noire b8 · Pion noir sur case blanche b7 · Roi noir sur case blanche e6 · Pion noir sur case noire f6 · Pion noir sur case noire c5 · Cavalier blanc sur case blanche c4 · Roi blanc sur case blanche c2 · Tour blanche sur case noire d2 · Cavalier noir sur case noire c1 · Fou blanc sur case blanche h1 | Dame blanche sur case noire b8 · Pion noir sur case blanche b7 · Roi noir sur case blanche e6 · Pion noir sur case noire f6 · Pion noir sur case noire c5 · Cavalier blanc sur case blanche c4 · Roi blanc sur case blanche c2 · Tour blanche sur case noire d2 · Cavalier noir sur case noire c1 · Fou blanc sur case blanche h1 | Dame blanche sur case noire b8 · Pion noir sur case blanche b7 · Roi noir sur case blanche e6 · Pion noir sur case noire f6 · Pion noir sur case noire c5 · Cavalier blanc sur case blanche c4 · Roi blanc sur case blanche c2 · Tour blanche sur case noire d2 · Cavalier noir sur case noire c1 · Fou blanc sur case blanche h1 | Dame blanche sur case noire b8 · Pion noir sur case blanche b7 · Roi noir sur case blanche e6 · Pion noir sur case noire f6 · Pion noir sur case noire c5 · Cavalier blanc sur case blanche c4 · Roi blanc sur case blanche c2 · Tour blanche sur case noire d2 · Cavalier noir sur case noire c1 · Fou blanc sur case blanche h1 | 6 |
| 5 | Dame blanche sur case noire b8 · Pion noir sur case blanche b7 · Roi noir sur case blanche e6 · Pion noir sur case noire f6 · Pion noir sur case noire c5 · Cavalier blanc sur case blanche c4 · Roi blanc sur case blanche c2 · Tour blanche sur case noire d2 · Cavalier noir sur case noire c1 · Fou blanc sur case blanche h1 | Dame blanche sur case noire b8 · Pion noir sur case blanche b7 · Roi noir sur case blanche e6 · Pion noir sur case noire f6 · Pion noir sur case noire c5 · Cavalier blanc sur case blanche c4 · Roi blanc sur case blanche c2 · Tour blanche sur case noire d2 · Cavalier noir sur case noire c1 · Fou blanc sur case blanche h1 | Dame blanche sur case noire b8 · Pion noir sur case blanche b7 · Roi noir sur case blanche e6 · Pion noir sur case noire f6 · Pion noir sur case noire c5 · Cavalier blanc sur case blanche c4 · Roi blanc sur case blanche c2 · Tour blanche sur case noire d2 · Cavalier noir sur case noire c1 · Fou blanc sur case blanche h1 | Dame blanche sur case noire b8 · Pion noir sur case blanche b7 · Roi noir sur case blanche e6 · Pion noir sur case noire f6 · Pion noir sur case noire c5 · Cavalier blanc sur case blanche c4 · Roi blanc sur case blanche c2 · Tour blanche sur case noire d2 · Cavalier noir sur case noire c1 · Fou blanc sur case blanche h1 | Dame blanche sur case noire b8 · Pion noir sur case blanche b7 · Roi noir sur case blanche e6 · Pion noir sur case noire f6 · Pion noir sur case noire c5 · Cavalier blanc sur case blanche c4 · Roi blanc sur case blanche c2 · Tour blanche sur case noire d2 · Cavalier noir sur case noire c1 · Fou blanc sur case blanche h1 | Dame blanche sur case noire b8 · Pion noir sur case blanche b7 · Roi noir sur case blanche e6 · Pion noir sur case noire f6 · Pion noir sur case noire c5 · Cavalier blanc sur case blanche c4 · Roi blanc sur case blanche c2 · Tour blanche sur case noire d2 · Cavalier noir sur case noire c1 · Fou blanc sur case blanche h1 | Dame blanche sur case noire b8 · Pion noir sur case blanche b7 · Roi noir sur case blanche e6 · Pion noir sur case noire f6 · Pion noir sur case noire c5 · Cavalier blanc sur case blanche c4 · Roi blanc sur case blanche c2 · Tour blanche sur case noire d2 · Cavalier noir sur case noire c1 · Fou blanc sur case blanche h1 | Dame blanche sur case noire b8 · Pion noir sur case blanche b7 · Roi noir sur case blanche e6 · Pion noir sur case noire f6 · Pion noir sur case noire c5 · Cavalier blanc sur case blanche c4 · Roi blanc sur case blanche c2 · Tour blanche sur case noire d2 · Cavalier noir sur case noire c1 · Fou blanc sur case blanche h1 | 5 |
| 4 | Dame blanche sur case noire b8 · Pion noir sur case blanche b7 · Roi noir sur case blanche e6 · Pion noir sur case noire f6 · Pion noir sur case noire c5 · Cavalier blanc sur case blanche c4 · Roi blanc sur case blanche c2 · Tour blanche sur case noire d2 · Cavalier noir sur case noire c1 · Fou blanc sur case blanche h1 | Dame blanche sur case noire b8 · Pion noir sur case blanche b7 · Roi noir sur case blanche e6 · Pion noir sur case noire f6 · Pion noir sur case noire c5 · Cavalier blanc sur case blanche c4 · Roi blanc sur case blanche c2 · Tour blanche sur case noire d2 · Cavalier noir sur case noire c1 · Fou blanc sur case blanche h1 | Dame blanche sur case noire b8 · Pion noir sur case blanche b7 · Roi noir sur case blanche e6 · Pion noir sur case noire f6 · Pion noir sur case noire c5 · Cavalier blanc sur case blanche c4 · Roi blanc sur case blanche c2 · Tour blanche sur case noire d2 · Cavalier noir sur case noire c1 · Fou blanc sur case blanche h1 | Dame blanche sur case noire b8 · Pion noir sur case blanche b7 · Roi noir sur case blanche e6 · Pion noir sur case noire f6 · Pion noir sur case noire c5 · Cavalier blanc sur case blanche c4 · Roi blanc sur case blanche c2 · Tour blanche sur case noire d2 · Cavalier noir sur case noire c1 · Fou blanc sur case blanche h1 | Dame blanche sur case noire b8 · Pion noir sur case blanche b7 · Roi noir sur case blanche e6 · Pion noir sur case noire f6 · Pion noir sur case noire c5 · Cavalier blanc sur case blanche c4 · Roi blanc sur case blanche c2 · Tour blanche sur case noire d2 · Cavalier noir sur case noire c1 · Fou blanc sur case blanche h1 | Dame blanche sur case noire b8 · Pion noir sur case blanche b7 · Roi noir sur case blanche e6 · Pion noir sur case noire f6 · Pion noir sur case noire c5 · Cavalier blanc sur case blanche c4 · Roi blanc sur case blanche c2 · Tour blanche sur case noire d2 · Cavalier noir sur case noire c1 · Fou blanc sur case blanche h1 | Dame blanche sur case noire b8 · Pion noir sur case blanche b7 · Roi noir sur case blanche e6 · Pion noir sur case noire f6 · Pion noir sur case noire c5 · Cavalier blanc sur case blanche c4 · Roi blanc sur case blanche c2 · Tour blanche sur case noire d2 · Cavalier noir sur case noire c1 · Fou blanc sur case blanche h1 | Dame blanche sur case noire b8 · Pion noir sur case blanche b7 · Roi noir sur case blanche e6 · Pion noir sur case noire f6 · Pion noir sur case noire c5 · Cavalier blanc sur case blanche c4 · Roi blanc sur case blanche c2 · Tour blanche sur case noire d2 · Cavalier noir sur case noire c1 · Fou blanc sur case blanche h1 | 4 |
| 3 | Dame blanche sur case noire b8 · Pion noir sur case blanche b7 · Roi noir sur case blanche e6 · Pion noir sur case noire f6 · Pion noir sur case noire c5 · Cavalier blanc sur case blanche c4 · Roi blanc sur case blanche c2 · Tour blanche sur case noire d2 · Cavalier noir sur case noire c1 · Fou blanc sur case blanche h1 | Dame blanche sur case noire b8 · Pion noir sur case blanche b7 · Roi noir sur case blanche e6 · Pion noir sur case noire f6 · Pion noir sur case noire c5 · Cavalier blanc sur case blanche c4 · Roi blanc sur case blanche c2 · Tour blanche sur case noire d2 · Cavalier noir sur case noire c1 · Fou blanc sur case blanche h1 | Dame blanche sur case noire b8 · Pion noir sur case blanche b7 · Roi noir sur case blanche e6 · Pion noir sur case noire f6 · Pion noir sur case noire c5 · Cavalier blanc sur case blanche c4 · Roi blanc sur case blanche c2 · Tour blanche sur case noire d2 · Cavalier noir sur case noire c1 · Fou blanc sur case blanche h1 | Dame blanche sur case noire b8 · Pion noir sur case blanche b7 · Roi noir sur case blanche e6 · Pion noir sur case noire f6 · Pion noir sur case noire c5 · Cavalier blanc sur case blanche c4 · Roi blanc sur case blanche c2 · Tour blanche sur case noire d2 · Cavalier noir sur case noire c1 · Fou blanc sur case blanche h1 | Dame blanche sur case noire b8 · Pion noir sur case blanche b7 · Roi noir sur case blanche e6 · Pion noir sur case noire f6 · Pion noir sur case noire c5 · Cavalier blanc sur case blanche c4 · Roi blanc sur case blanche c2 · Tour blanche sur case noire d2 · Cavalier noir sur case noire c1 · Fou blanc sur case blanche h1 | Dame blanche sur case noire b8 · Pion noir sur case blanche b7 · Roi noir sur case blanche e6 · Pion noir sur case noire f6 · Pion noir sur case noire c5 · Cavalier blanc sur case blanche c4 · Roi blanc sur case blanche c2 · Tour blanche sur case noire d2 · Cavalier noir sur case noire c1 · Fou blanc sur case blanche h1 | Dame blanche sur case noire b8 · Pion noir sur case blanche b7 · Roi noir sur case blanche e6 · Pion noir sur case noire f6 · Pion noir sur case noire c5 · Cavalier blanc sur case blanche c4 · Roi blanc sur case blanche c2 · Tour blanche sur case noire d2 · Cavalier noir sur case noire c1 · Fou blanc sur case blanche h1 | Dame blanche sur case noire b8 · Pion noir sur case blanche b7 · Roi noir sur case blanche e6 · Pion noir sur case noire f6 · Pion noir sur case noire c5 · Cavalier blanc sur case blanche c4 · Roi blanc sur case blanche c2 · Tour blanche sur case noire d2 · Cavalier noir sur case noire c1 · Fou blanc sur case blanche h1 | 3 |
| 2 | Dame blanche sur case noire b8 · Pion noir sur case blanche b7 · Roi noir sur case blanche e6 · Pion noir sur case noire f6 · Pion noir sur case noire c5 · Cavalier blanc sur case blanche c4 · Roi blanc sur case blanche c2 · Tour blanche sur case noire d2 · Cavalier noir sur case noire c1 · Fou blanc sur case blanche h1 | Dame blanche sur case noire b8 · Pion noir sur case blanche b7 · Roi noir sur case blanche e6 · Pion noir sur case noire f6 · Pion noir sur case noire c5 · Cavalier blanc sur case blanche c4 · Roi blanc sur case blanche c2 · Tour blanche sur case noire d2 · Cavalier noir sur case noire c1 · Fou blanc sur case blanche h1 | Dame blanche sur case noire b8 · Pion noir sur case blanche b7 · Roi noir sur case blanche e6 · Pion noir sur case noire f6 · Pion noir sur case noire c5 · Cavalier blanc sur case blanche c4 · Roi blanc sur case blanche c2 · Tour blanche sur case noire d2 · Cavalier noir sur case noire c1 · Fou blanc sur case blanche h1 | Dame blanche sur case noire b8 · Pion noir sur case blanche b7 · Roi noir sur case blanche e6 · Pion noir sur case noire f6 · Pion noir sur case noire c5 · Cavalier blanc sur case blanche c4 · Roi blanc sur case blanche c2 · Tour blanche sur case noire d2 · Cavalier noir sur case noire c1 · Fou blanc sur case blanche h1 | Dame blanche sur case noire b8 · Pion noir sur case blanche b7 · Roi noir sur case blanche e6 · Pion noir sur case noire f6 · Pion noir sur case noire c5 · Cavalier blanc sur case blanche c4 · Roi blanc sur case blanche c2 · Tour blanche sur case noire d2 · Cavalier noir sur case noire c1 · Fou blanc sur case blanche h1 | Dame blanche sur case noire b8 · Pion noir sur case blanche b7 · Roi noir sur case blanche e6 · Pion noir sur case noire f6 · Pion noir sur case noire c5 · Cavalier blanc sur case blanche c4 · Roi blanc sur case blanche c2 · Tour blanche sur case noire d2 · Cavalier noir sur case noire c1 · Fou blanc sur case blanche h1 | Dame blanche sur case noire b8 · Pion noir sur case blanche b7 · Roi noir sur case blanche e6 · Pion noir sur case noire f6 · Pion noir sur case noire c5 · Cavalier blanc sur case blanche c4 · Roi blanc sur case blanche c2 · Tour blanche sur case noire d2 · Cavalier noir sur case noire c1 · Fou blanc sur case blanche h1 | Dame blanche sur case noire b8 · Pion noir sur case blanche b7 · Roi noir sur case blanche e6 · Pion noir sur case noire f6 · Pion noir sur case noire c5 · Cavalier blanc sur case blanche c4 · Roi blanc sur case blanche c2 · Tour blanche sur case noire d2 · Cavalier noir sur case noire c1 · Fou blanc sur case blanche h1 | 2 |
| 1 | Dame blanche sur case noire b8 · Pion noir sur case blanche b7 · Roi noir sur case blanche e6 · Pion noir sur case noire f6 · Pion noir sur case noire c5 · Cavalier blanc sur case blanche c4 · Roi blanc sur case blanche c2 · Tour blanche sur case noire d2 · Cavalier noir sur case noire c1 · Fou blanc sur case blanche h1 | Dame blanche sur case noire b8 · Pion noir sur case blanche b7 · Roi noir sur case blanche e6 · Pion noir sur case noire f6 · Pion noir sur case noire c5 · Cavalier blanc sur case blanche c4 · Roi blanc sur case blanche c2 · Tour blanche sur case noire d2 · Cavalier noir sur case noire c1 · Fou blanc sur case blanche h1 | Dame blanche sur case noire b8 · Pion noir sur case blanche b7 · Roi noir sur case blanche e6 · Pion noir sur case noire f6 · Pion noir sur case noire c5 · Cavalier blanc sur case blanche c4 · Roi blanc sur case blanche c2 · Tour blanche sur case noire d2 · Cavalier noir sur case noire c1 · Fou blanc sur case blanche h1 | Dame blanche sur case noire b8 · Pion noir sur case blanche b7 · Roi noir sur case blanche e6 · Pion noir sur case noire f6 · Pion noir sur case noire c5 · Cavalier blanc sur case blanche c4 · Roi blanc sur case blanche c2 · Tour blanche sur case noire d2 · Cavalier noir sur case noire c1 · Fou blanc sur case blanche h1 | Dame blanche sur case noire b8 · Pion noir sur case blanche b7 · Roi noir sur case blanche e6 · Pion noir sur case noire f6 · Pion noir sur case noire c5 · Cavalier blanc sur case blanche c4 · Roi blanc sur case blanche c2 · Tour blanche sur case noire d2 · Cavalier noir sur case noire c1 · Fou blanc sur case blanche h1 | Dame blanche sur case noire b8 · Pion noir sur case blanche b7 · Roi noir sur case blanche e6 · Pion noir sur case noire f6 · Pion noir sur case noire c5 · Cavalier blanc sur case blanche c4 · Roi blanc sur case blanche c2 · Tour blanche sur case noire d2 · Cavalier noir sur case noire c1 · Fou blanc sur case blanche h1 | Dame blanche sur case noire b8 · Pion noir sur case blanche b7 · Roi noir sur case blanche e6 · Pion noir sur case noire f6 · Pion noir sur case noire c5 · Cavalier blanc sur case blanche c4 · Roi blanc sur case blanche c2 · Tour blanche sur case noire d2 · Cavalier noir sur case noire c1 · Fou blanc sur case blanche h1 | Dame blanche sur case noire b8 · Pion noir sur case blanche b7 · Roi noir sur case blanche e6 · Pion noir sur case noire f6 · Pion noir sur case noire c5 · Cavalier blanc sur case blanche c4 · Roi blanc sur case blanche c2 · Tour blanche sur case noire d2 · Cavalier noir sur case noire c1 · Fou blanc sur case blanche h1 | 1 |
|   | a | b | c | d | e | f | g | h |   |